# Armando Sapori
Armando Sapori (Siena, 11 luglio 1892 – Milano, 6 marzo 1976) è stato uno storico, archivista e politico italiano, senatore della Repubblica Italiana dal 1948 al 1953 e accademico dei Lincei dal 1956.

## Biografia
Si laureò in Legge nel 1919 presso l'Università degli Studi di Siena, nella sua città natale. Nel 1921 fu assunto all'Archivio di Stato di Firenze, fino a quando non riprese la carriera universitaria entrando in ruolo per Storia economica a Ferrara dal 1932 al 1935, a Firenze dal 1935 al 1962 e alla Bocconi di Milano dal 1932, divenendone poi rettore e ricoprendo tale carica dal 1952 al 1967. Si specializzò sullo studio della società e dell'economia italiana durante il Medioevo.
Dal 1948 al 1953 fu anche senatore della Repubblica, come indipendente di sinistra.
Morì a Milano nel 1976 all'età di 83 anni.

## Pubblicazioni
- La crisi delle compagnie mercantili dei Bardi e dei Peruzzi (1926);
- Una compagnia di Calimala ai primi del Trecento (1932);
- l'antologia saggistica degli Studi di storia economica medioevale (1940);
- Mercatores (1941);
- Le marchand italien au Moyen Âge (1952);
- Compagnie e mercanti di Firenze antica (1955);
- e ancora Studi di storia economica (in 3 volumi, 1955-67) e due scritti autobiografici Armando Sapori ricorda (I, Mondo finito; II, Cose che capitano; 1971).